# Chère Louise
Chère Louise is een Frans-Italiaanse film van Philippe de Broca die werd uitgebracht in 1972.
Het scenario is gebaseerd op de novelle L'Éphèbe de Subiaco (1973) van Jean-Louis Curtis.

## Samenvatting
Louise is een gescheiden vrouw van middelbare leeftijd. Ze is lerares in Annecy, een stad in het het oosten van Frankrijk. Op een dag  vraagt ze Luigi, een jonge Italiaanse immigrant, om haar twee honden te begraven die door haar buren zijn vergiftigd. Ze leerde Luigi al vroeger kennen toen ze hem een aalmoes gaf.
De jonge Luigi trekt bij haar in en wordt haar minnaar. Ze kleedt en voedt hem, ze neemt zijn opvoeding ter harte door hem de Franse taal aan te leren en hem te wijzen op de Franse geplogenheden en omgangsvormen. 

## Rolverdeling
| Acteur           | Personage                     |
| ---------------- | ----------------------------- |
| Jeanne Moreau    | Louise                        |
| Julian Negulesco | Luigi                         |
| Didi Perego      | Frédérique                    |
| Yves Robert      | Magnetto, de fietsenhandelaar |
| Lucienne Legrand | de hospita                    |
| Jenny Arasse     | Pauline                       |